# Provinz Flevoland
Flevoland ist die zwölfte und jüngste Provinz der Niederlande. Sie wurde am 1. Januar 1986 gebildet. Sie besteht aus zwei großen Teilen, dem Noordoostpolder und dem Flevopolder. Ein Polder ist Land, das die Menschen durch Entwässerung gewonnen haben. Zuvor befanden sich dort Teile des IJsselmeers und noch früher Teile der Zuiderzee.
Der Noordoostpolder wurde zuerst trockengelegt. Er liegt direkt am alten Land und umfasst die früheren Inseln Urk und Schokland. Größter Ort dieses Polders ist Emmeloord. Vor der Einrichtung der neuen Provinz gehörte der Noordoostpolder zur Provinz Overijssel.
Der Flevopolder ist die größte künstliche Insel der Welt. Entstanden ist er durch das Anlegen zweier Polder, die direkt aneinander liegen. Vom alten Land ist der Flevopolder durch die sogenannten randmeeren getrennt. Diese Seen wurden angelegt, um den Grundwasserspiegel im alten Land nicht zu gefährden. Vor der Entstehung der neuen Provinz machte der Flevopolder die Öffentliche Körperschaft Südliche IJsselmeerpolder aus. Diese Körperschaft unterstand dem niederländischen Innenministerium.
Hauptstadt Flevolands ist Lelystad. Die Stadt liegt im östlichen Teil des Flevopolders. Dieser Teil sowie der Noordoostpolder sind eher landwirtschaftlich geprägt. Diese Nutzung war das wichtigste Motiv, um die Polder überhaupt anzulegen.
Der westliche Teil des Flevopolders ist eher städtisch geprägt. Dort liegt Almere, die größte Stadt der Provinz Flevoland. Es handelt sich mittlerweile um die sechstgrößte Stadt der Niederlande. Viele Einwohner pendeln täglich über eine Brücke nach Amsterdam zur Arbeit.
Im Jahr 1943 zogen die ersten Einwohner in den Noordoostpolder ein. Die Städte und Orte der Provinz wurden vor allem in den 1950er bis 1980er Jahren gebaut. Dementsprechend gelten sie als wenig pittoresk. Eine Ausnahme ist das bei Touristen beliebte Fischerdorf Urk.

## Geographie
Die Provinz liegt im Durchschnitt fünf Meter unter dem Meeresspiegel und besteht aus
- dem Noordoostpolder, der sich an das Grundgebiet der Provinzen Overijssel und Friesland anschließt,
- dem östlichen Flevoland und
- dem südlichen Flevoland.

Das östliche und das südliche Flevoland bilden eine künstliche Insel. Im Gegensatz zum Noordoostpolder beließ man hier einen schmalen Wasserstreifen zwischen Polder und Festland. Er verhindert ein Absinken des Grundwasserspiegels und erhält den bisherigen Küstenorten den Zugang zum Wasser. Flevoland wird von übriggebliebenen Gewässern umgeben, die heute langgestreckte Binnenseen bilden. Diese Reste der Zuiderzee sind an einigen Stellen nur wenige Meter breit und haben dort den Charakter von Kanälen. Zu diesen Randmeeren zählen das Veluwemeer, das Drontermeer, das Gooimeer und das Ketelmeer.

## Geschichte
Den Namen hat Flevoland von dem Binnensee lacus flevo im östlichen Deltabereich des Rheins, aus dem durch Meereseinbrüche bei Sturmfluten Ende des 13. Jahrhunderts die Meeresbucht Zuiderzee wurde. Fast die gesamte heutige Landfläche der Provinz entstand nach Errichtung des Abschlussdeichs, der 1932 aus der Zuiderzee den Binnensee IJsselmeer gemacht hatte, durch Trockenlegung (Neulandgewinnung) von Teilen der vormaligen Zuiderzee im Rahmen der Zuiderzeewerke – ein Projekt, dessen Grundkonzept auf das Jahr 1891 zurückgeht.
Ausnahmen sind die ehemaligen Inseln Urk und Schokland, die seit den „Einpolderungen“ vom heutigen Noordoostpolder umgeben werden. Die Provinz ist gekennzeichnet durch weite offene Räume und eine planmäßige Entwicklung.

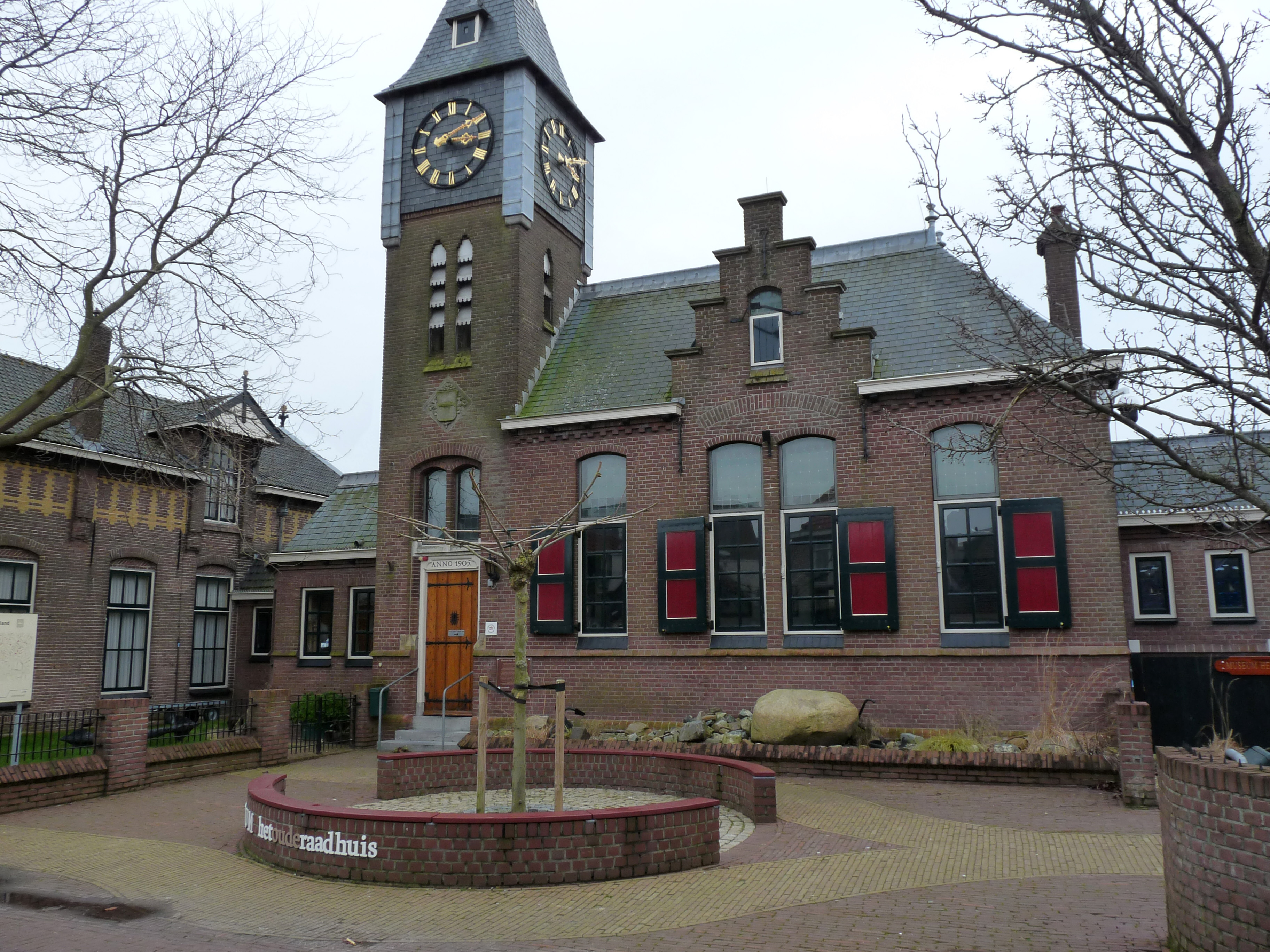
Ehemaliges Rathaus auf Urk, jetzt Museum

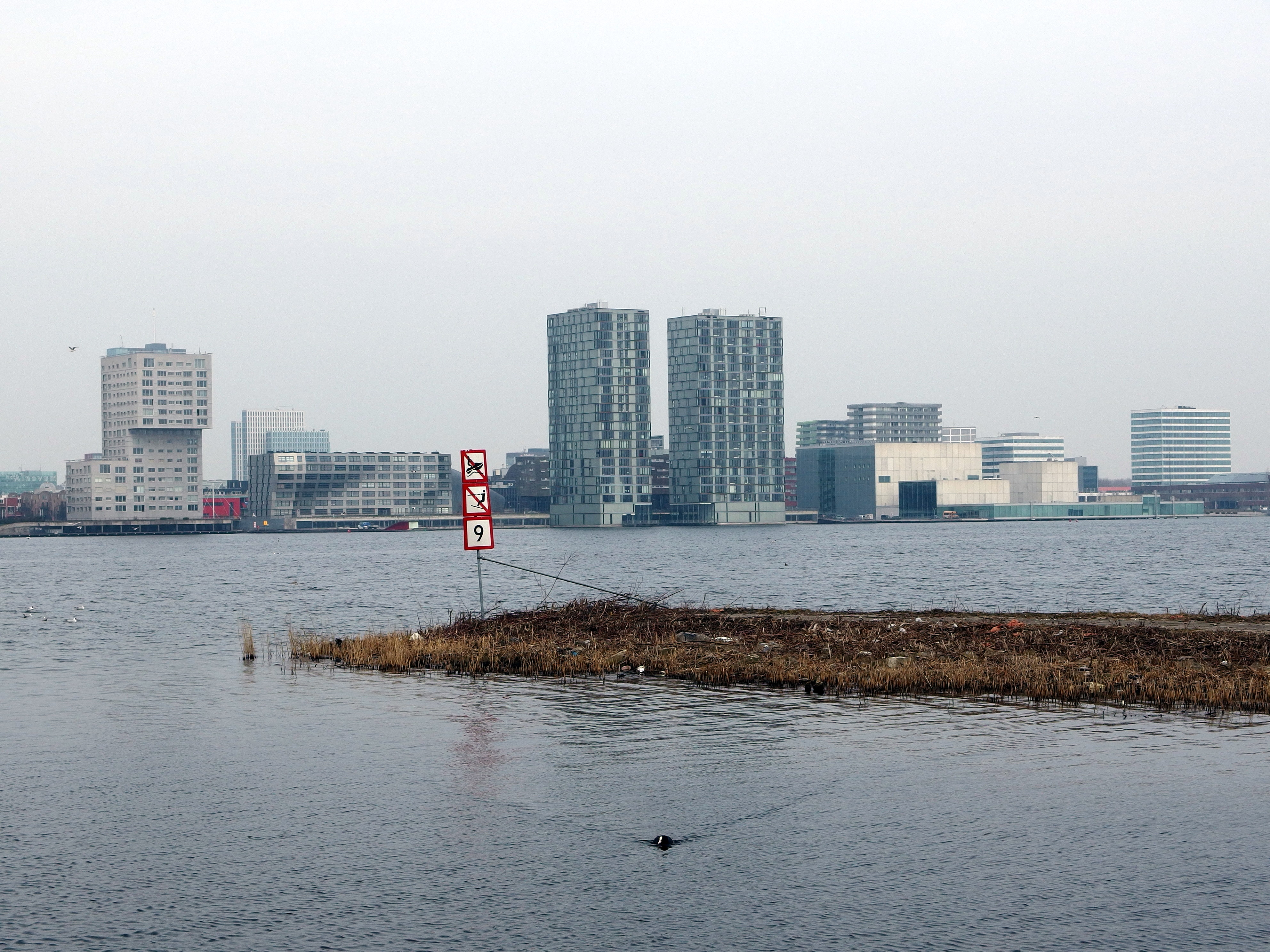
Blick auf Almere vom Südufer des Weerwater

Die Gemeinde Urk gehörte zunächst der Provinz Nordholland an. 1950 wechselte sie in die Provinz Overijssel, nachdem der Nordostpolder fertiggestellt war. Zu diesem Zeitpunkt war bereits die Bildung einer neuen, zwölften Provinz der Niederlande, unter dem Namen Flevoland geplant, die 300.000 Bewohnern Lebensraum bieten sollte. Die geplante Provinzhauptstadt sollte Flevostad heißen. Die Gemeinde Noordoostpolder wurde 1962 auf dem Gebiet des Nordostpolders gebildet. Sie wurde zunächst der Provinz Overijssel zugewiesen. Die 1967 entstandene zukünftige Provinzhauptstadt erhielt jedoch den Namen Lelystad.
Die Gebiete auf dem südlichen IJsselmeerpolder gehörten zunächst der Öffentlichen Körperschaft Südliche IJsselmeerpolder an. Durch die Gemeindebildungen wurde das Gebiet der Körperschaft stets kleiner.
Die folgenden Gemeinden lösten sich aus der Körperschaft:
- Dronten im Jahr 1972
- Lelystad im Jahr 1980
- Almere im Jahr 1984
- Zeewolde im Jahr 1984

Schließlich wurde mit Wirkung vom 1. Januar 1986 die Provinz Flevoland gebildet. Ihr gehören seitdem diese vier Gemeinden auf dem Flevopolder und die Gemeine Emmeloord im Noordoostpolder an.

## Bevölkerung
Flevoland ist in sechs Gemeinden eingeteilt: Lelystad, Almere, Dronten, Noordoostpolder, Urk und Zeewolde. Die Einwohnerzahl beträgt 456.446 (1. Januar 2025). Das Durchschnittsalter der Bevölkerung liegt unter dem niederländischen Durchschnitt. Im Jahr 2008 war Flevoland – nicht zuletzt wegen des damals starken Zuzugs junger Familien – die Region mit der höchsten Geburtenrate Europas.
| Jahr      | 2002    | 2003    | 2004    | 2005    | 2006    | 2007    | 2008    | 2009    | 2010    | 2011    | 2012    | 2013    | 2014    | 2015    | 2016    | 2017    | 2018    | 2019    | 2020    |
| --------- | ------- | ------- | ------- | ------- | ------- | ------- | ------- | ------- | ------- | ------- | ------- | ------- | ------- | ------- | ------- | ------- | ------- | ------- | ------- |
| Einwohner | 341.721 | 351.680 | 359.904 | 365.859 | 370.656 | 374.424 | 378.688 | 383.449 | 387.881 | 391.967 | 395.525 | 398.441 | 399.893 | 401.791 | 404.068 | 407.818 | 411.670 | 416.546 | 423.021 |

## Landschaftsstruktur
Der Hauptteil des Gebietes wird landwirtschaftlich genutzt. Im östlichen Flevoland befinden sich 25 % nicht-landwirtschaftlich genutzte Fläche, darunter das überregional bedeutende Naturschutzgebiet Oostvaardersplassen, im südlichen Flevoland beträgt der Anteil 50 %.
Das südliche Flevoland ist als Ausweichfläche für die dichtbevölkerte Randstad vorgesehen. Viele Einwohner von Almere, der achtgrößten Stadt der Niederlande, pendeln täglich über die Hollandse Brug nach Amsterdam.

## Politik
- SP: 2
- GL: 3
- PvdA: 3
- PvdD: 2
- D66: 2
- SLF: 1
- 50PLUS: 1
- CDA: 2
- BBB: 10
- CU: 2
- VVD: 4
- SGP: 2
- JA21: 2
- FvD: 2
- PVV: 3

Das Provinzialparlament (niederländisch Provinciale Staten) hat seinen Sitz im Provinciehuis in der Provinzhauptstadt Lelystad. Entsprechend der Bevölkerungszahl in der Provinz besteht das Parlament aus 41 Sitzen.
Bei der Provinzialwahl am 20. März 2019 erlangten die Parteien folgende Stimmanteile: BBB 20,83 % (10 Sitze), VVD 10,00 % (4 Sitze), PVV 7,64 % (3 Sitze), PvdA 7,59 % (3 Sitze), GroenLinks 6,89 % (3 Sitze), ChristenUnie 5,89 % (2 Sitze), D66 5,67 % (2 Sitze), CDA 5,07 % (2 Sitze), JA21 4,64 % (2 Sitze), PvdD 4,55 % (2 Sitze), FvD 4,50 % (2 Sitze), SP 4,24 % (2 Sitze), SGP 4,19 % (2 Sitze), SterkLokaalFlevoland 2,77 % (1 Sitz), 50PLUS 2,48 % (1 Sitz), übrige 3,02 %.
Die nächste Provinzialwahl findet am 17. März 2027 statt.
An der Spitze der Provinz steht der Kommissar des Königs. Das ist seit dem 1. November 2023 der Rechtsliberale Arjen Gerritsen. Das College van Gedeputeerde Staten, also die Regierung, wird seit 2023 von einer Koalition aus BBB, VVD, PVV, ChristenUnie und SGP gebildet.

### Gemeinden
Flevoland umfasst seit der Gründung der Provinz sechs Gemeinden. Dies sind in alphabetischer Reihenfolge:
| Gemeinde        | Einwohner |
| --------------- | --------- |
| Almere          | 229.570   |
| Dronten         | 44.883    |
| Lelystad        | 84.722    |
| Noordoostpolder | 50.803    |
| Urk             | 22.172    |
| Zeewolde        | 24.296    |

(Einwohner am 1. Januar 2025)

## Wirtschaft und Verkehr

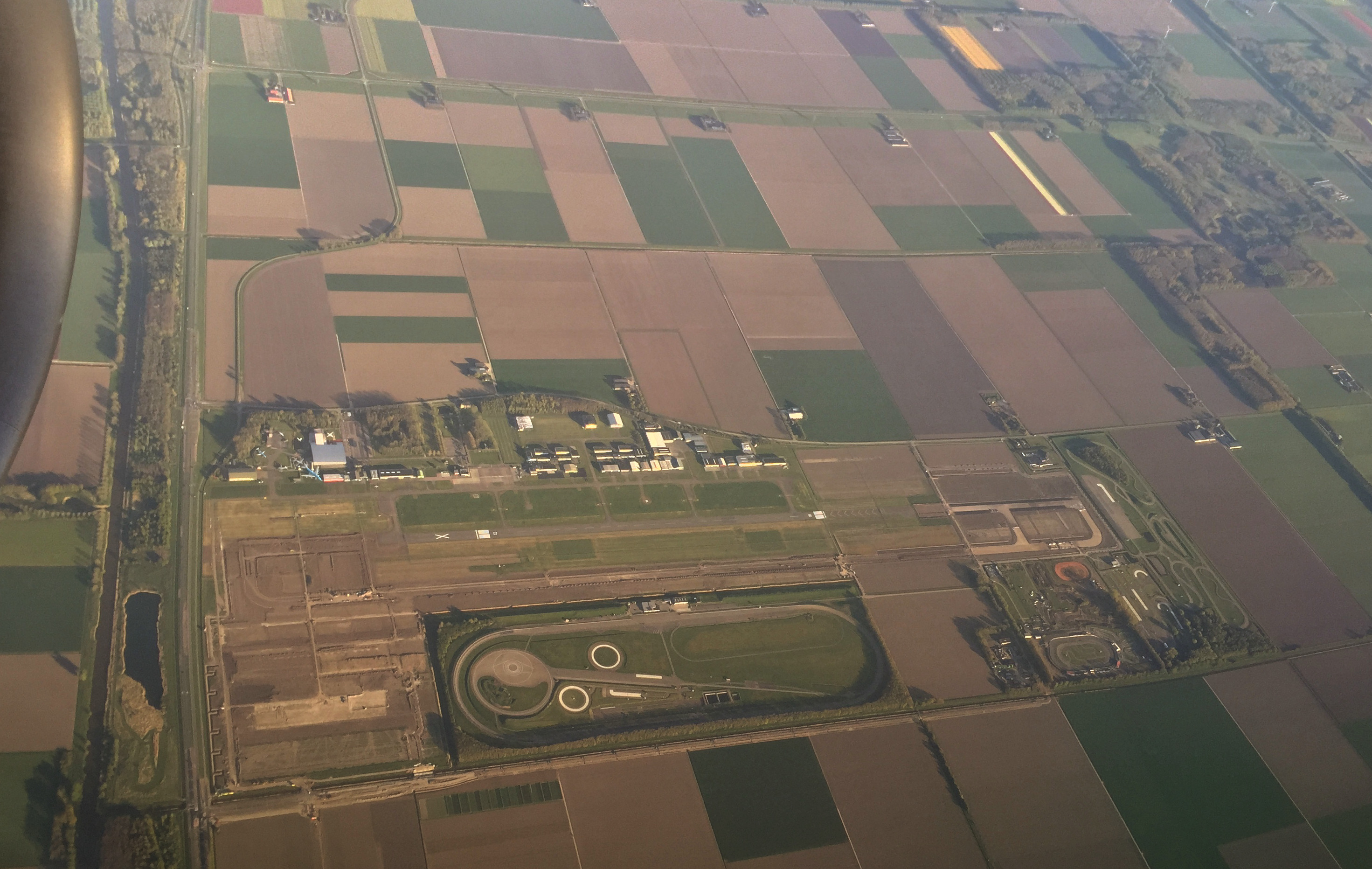
Flughafen Lelystad

Im Jahr 2011 lag das regionale Bruttoinlandsprodukt je Einwohner, ausgedrückt in Kaufkraftstandards, bei 94,31 % des Durchschnitts der EU-28. Im Jahr 2017 betrug die Arbeitslosenquote 5,7 %.
Die Provinz ist durch die niederländische Autobahn A 6 von Amsterdam über Almere und Lelystad nach Emmeloord, durch den N 302 (Lelystad–Harderwijk) und die Provinciale wegen N 307 (von Zwaag – Enkhuizen) und N 309 über Dronten und Kampen nach Zwolle an das Fernstraßennetz angeschlossen.
Die Bahnstrecke Weesp–Lelystad verbindet Lelystad via Almere und Weesp mit Amsterdam. Von 2007 bis 2012 wurde an der Verbindung Lelystad–Kampen–Zwolle (Hanzelijn) gebaut. Seit deren Inbetriebnahme am 9. Dezember 2012 ist der Lelystad Centrum nicht mehr Endbahnhof.
- Der Flughafen Lelystad ist eher von regionaler Bedeutung und liegt südlich der gleichnamigen Stadt.
- Der Mittelwellensender Flevo und der Kurzwellensender Flevo befinden sich bei der Gemeinde Zeewolde im Süden der Provinz.
- Die Provinz besitzt drei Krankenhäuser.